# Пайки (Чувашия)
 Па́йки  (чув. Пайăк) — деревня в Вурнарском районе Чувашской Республики. Входит в состав Азимсирминского сельского поселения.

## География
Находится в центральной части Чувашии, на расстоянии приблизительно 20 км на север-северо-запад по прямой от районного центра — посёлка Вурнары.

Расстояние до столицы республики, города Чебоксары, составляет 76 км, до районного центра — 26 км, до железнодорожной станции — 26 км.
Часовой пояс
Деревня Пайки, как и вся Чувашская Республика, находится в часовой зоне МСК (московское время). Смещение применяемого времени относительно UTC составляет +3:00.

## История
Известна с 1795 года как выселок деревни Вторая Тинсарина (ныне не существует) с 9 дворами. В 1858 году было учтено 114 жителей, в 1906 — 26 дворов и 134 жителя, в 1926 — 25 дворов, 119 жителей, в 1939 — 130 жителей, в 1979 — 89. В 2002 году было 19 дворов, в 2010 — 21 домохозяйство. В 1931 году был образован колхоз «Дружба», в 2010 действовали ООО «Агрофирма „Фавн“», ООО «Агрофирма „Бизон“».

## Население
| 2010 | 2012 |
| ---- | ---- |
| 65   | ↗76  |

Постоянное население составляло 77 человек (чуваши 97 %) в 2002 году, 65 — в 2010.